# Любавка (гмина)
Любавка (пол. Lubawka) — городско-сельская гмина (волость) в Польше, входит как административная единица в Каменногурский повет, Нижнесилезское воеводство. Население — 11 728 человек (на 2004 год).

## Демография
| Перепись                       | Всего   | Всего | Женщины | Женщины | Мужчины | Мужчины |
| ------------------------------ | ------- | ----- | ------- | ------- | ------- | ------- |
| Единицы                        | человек | %     | человек | %       | человек | %       |
| Население                      | 11 728  | 100   | 6000    | 51,2    | 5728    | 48,8    |
| Плотность населения (чел./км²) | 84,9    | 84,9  | 43,5    | 43,5    | 41,5    | 41,5    |

## Поселения
1. Блажеюв
2. Блажкова
3. Букувка
4. Хелмско-Слёнске
5. Ярковице
6. Мишковице
7. Недамирув
8. Окшешин
9. Опава
10. Пачин
11. Папротки
12. Стара-Бялка
13. Щепанув
14. Унемысль

## Соседние гмины
1. Гмина Каменна-Гура
2. Ковары
3. Гмина Мерошув